# Chelyocarpus
Chelyocarpus ist eine in Südamerika heimische Palmengattung aus der Familie der Palmengewächse (Arecaceae).

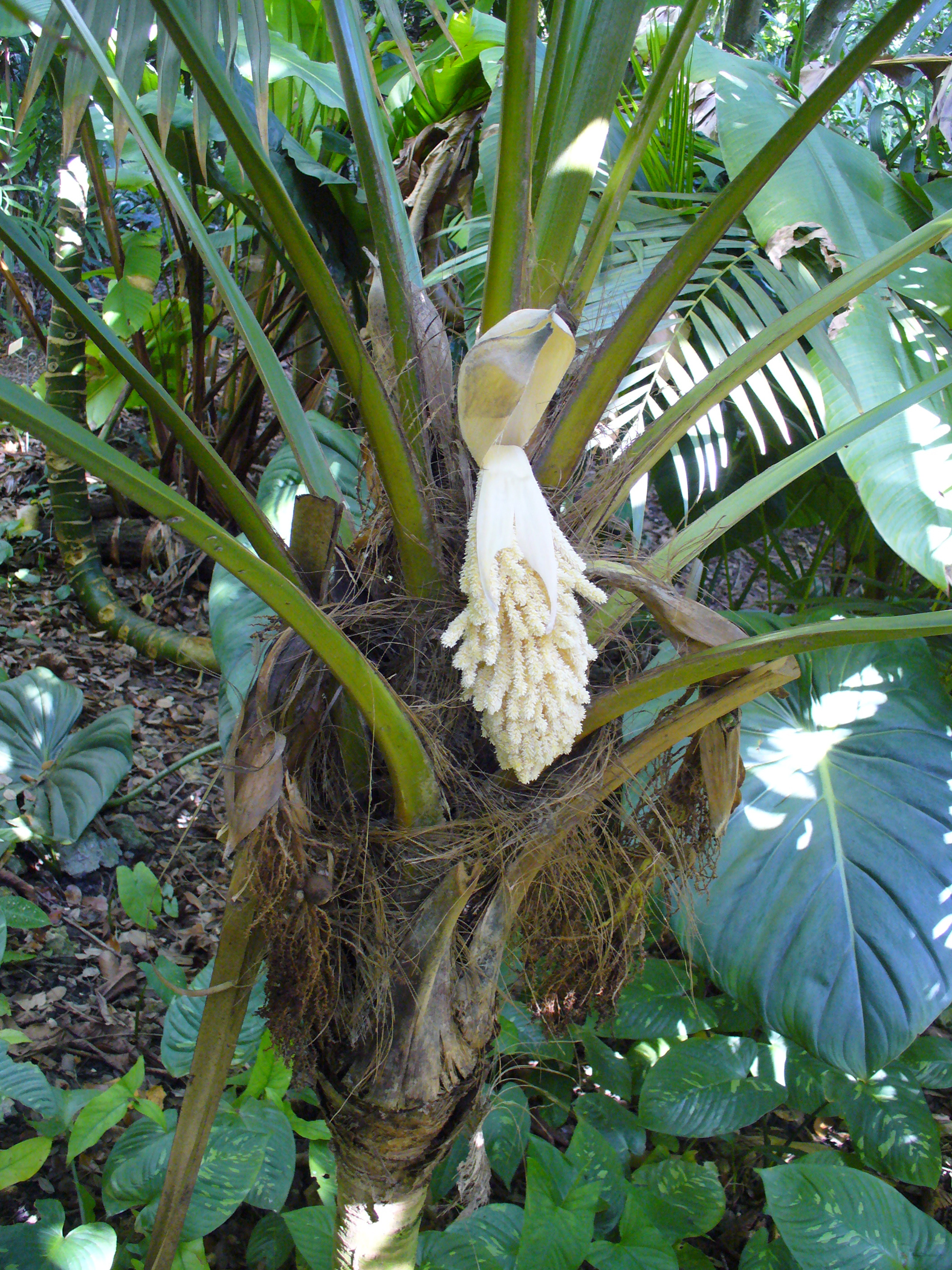
Chelyocarpus ulei mit jungem Blütenstand

## Merkmale
Chelyocarpus bildet einen oder mehrere Stämme, diese sind schlank, kurzstämmig aufrecht oder kriechend. Die Palmen sind zwittrige Fächerpalmen unbewehrt und mehrmals blühend. Die Blätter sind häufig durch tiefe und flache Einschnitte zerteilt. Die Blattscheide ist faserig und dicht samthaarig, jung gold-braun. Im Alter zerfällt sie in lockere Fasern. Der Blattstiel ist lang. Die Blattspreite ist flach und dünn. Entlang der zentralen Falte ist sie deutlich über die Mitte oder fast bis zur Basis geteilt. Die dadurch entstehenden Hälften sind weiter in breite, einfach gefaltete Segmente (Chelyocarpus chuco) geteilt, oder es sind länglich, keilförmige, mehrmals gefaltete Segmente vorhanden. Diese können im Endbereich wiederum in einfach gefaltete Untersegmente geteilt sein.
Der Blütenstand steht zwischen den Blättern, ist hängend und ein- bis zweifach verzweigt. Die Blüten sind zwittrig und stark duftend. Die Kelchblätter sind fast bis zum Grund frei. Die Blüten besitzen meist zwei oder drei freie Fruchtblätter. Die Staubblätter haben fleischige, breite Filamente. Die Frucht entwickelt sich nur aus einem der Fruchtblätter. Sie ist kugelig, das Exokarp ist glatt oder grob korkig-warzig, das Mesokarp ist dick und trocken, das Endokarp ist häutig.
Die Chromosomenzahl beträgt 2n = 36.

## Verbreitung und Standorte
Chelyocarpus kommt im Amazonas-Gebiet von Bolivien, Brasilien, Peru, Ecuador und dem Westen Kolumbiens vor. Die Vertreter wachsen im Tiefland in Gebieten mit hohem Niederschlag. Die Vorkommen decken sich mit drei der neun von Haffer 1969 postulierten Regionen, in denen der Regenwald in den trockenen Perioden des Pleistozäns überdauerte.

## Taxonomie und Systematik
Die Gattung Chelyocarpus wurde 1920 von Carl Lebrecht Udo Dammer in Notizblatt des Botanischen Gartens und Museums zu Berlin-Dahlem Band 7 Teil 68 Seite 395 ("51") erstbeschrieben. 
Die Gattung Chelyocarpus Dammer wird innerhalb der Familie Arecaceae in die Unterfamilie Coryphoideae, Tribus Cryosophileae gestellt. Die Gattung ist möglicherweise die Schwestergruppe aller übrigen Gattungen der Cryosophileae.
In der World Checklist of Selected Plant Families der Royal Botanic Gardens, Kew, werden folgende Arten anerkannt:
- Chelyocarpus chuco (Mart.) H.E.Moore: Die Heimat ist Brasilien und das nördliche Bolivien.
- Chelyocarpus dianeurus (Burret) H.E.Moore: Die Heimat ist Kolumbien.
- Chelyocarpus repens F.Kahn & K.Mejia: Die Heimat ist die Region Loreto im nördlichen Peru.
- Chelyocarpus ulei Dammer: Die Heimat ist Kolumbien, Ecuador, Peru und das nordwestliche Brasilien.

Der Name Chelyocarpus setzt sich aus den altgriechischen Wörtern für Schildkröte und Frucht zusammen und bezieht sich auf die Oberfläche der Frucht, die der Oberfläche eines Schildkrötenpanzers ähnelt.